# NSS-513
NSS-513 (vormals Intelsat VA F-13 und Intelsat 513) war ein kommerzieller Kommunikationssatellit des ehemaligen Satellitenbetreibers New Skies Satellites.

## Missionsverlauf
Der Satellit wurde ursprünglich als Intelsat VA F-13 für die Flotte der Intelsat gebaut. Er war der 13. Satellit der fünften Intelsat-Generation. Der Start erfolgte am 17. Mai 1988 auf einer Ariane-2-Trägerrakete vom Raumfahrtzentrum Guayana. Er wurde im geostationären Orbit zunächst bei 53° West stationiert. Später wurde der Satellit in Intelsat 513 umbenannt.
Im Jahr 1995 wurde er nach 177° West verschoben und 1998 an den holländischen Satellitenbetreiber New Skies Satellites übergeben. Dieser nannte den Satelliten in NSS-513 um. Im Juli 2003 wurde der Satellit außer Betrieb genommen und in einen Friedhofsorbit manövriert.

## Technische Daten
Ford Aerospace baute den Satelliten auf Basis des Intelsat-VA-Satellitenbusses und rüstete ihn mit 26 C-Band- und 6 Ku-Band-Transpondern aus. Mit ihnen konnte er 15.000 Telefongespräche und zwei Fernsehkanäle gleichzeitig übertragen. Des Weiteren war er dreiachsenstabilisiert und wog etwa zwei Tonnen. Er wurde durch zwei große Solarmodule und Batterien mit Strom versorgt, die geplante Lebensdauer von sieben Jahren wurde um acht Jahre übertroffen.